# Conferencia Misionera Mundial

Conferencia Misionera Mundial de 1910.
Edimburgo, Escocia.

La Conferencia Misionera Mundial (World Missionary Conference (WMC)), fue la primera conferencia ecuménica de alcance internacional y se celebró en Edimburgo, Escocia, en 1910. Fue presidida por John Raleigh Mott, que en 1946 sería galardonado con el Premio Nobel de la paz. Si bien fue considerada una conferencia mundial, los integrantes pertenecían principalmente a iglesias de América del Norte o del norte de Europa. De 1215 delegados, solo 17 eran de Asia y fueron llamado "nativos".  Las iglesias ortodoxas o la Catolicorromana no fueron invitadas a esta conferencia. Tampoco hubo representantes de iglesias de África, Asia o Latinoamérica. 
Considerada el hito inicial de la organización institucional del movimiento ecuménico cristiano, en esta conferencia solo participaron denominaciones y asociaciones relacionadas con el cristianismo protestante.
Finalizada la conferencia se decidió formar un Comité de seguimiento que daría origen posteriormente al Consejo Misionero Internacional.

## Antecedentes históricos
La Conferencia Misionera Mundial estuvo precedida por otras iniciativas de carácter más bien misionero, pero que propendían al ecumenismo. Ya en el año 1888, en Londres, Inglaterra, se había organizado una reunión cuyo objetivo era aunar esfuerzos para transmitir la información de las actividades misioneras cristianas por todo el mundo. En el año 1900, en Nueva York, en el Carnegie Hall, se reunieron misioneros de los Estados Unidos, Gran Bretaña y de algunos otros países de Europa en representación del mundo misionero cristiano que trabajaba a lo largo de todo el mundo. Como resultado de la reunión se convino la realización de una Conferencia mundial en el año 1910, y en el año 1907 acudieron a Glasgow 37 delegados de las misiones extranjeras cristianas en Escocia con el fin de organizarla.

## Comisiones
La estructura y organización de la Conferencia se hizo sobre la base de comités temáticos:
- Comisión I: Llevando el evangelio al mundo no-cristiano
- Comisión II: La iglesia en el campo misionero
- Comisión III: Educación en relación con la cristianización de la vida nacional
- Comisión IV: El mensaje misionero en relación con las religiones no-cristianas
- Comisión V: Preparación de los misioneros
- Comisión VI: El fundamento de las misiones
- Comisión VII: Misiones y Gobiernos
- Comisión VIII: Cooperación y promoción de la unidad